# Bo en
bo en（ボーエン、1991年2月26日-）は、イギリスの電子音楽作曲家・音楽プロデューサー。本名のCalum Bowen（カルム・ボーエン）名義でゲームミュージック作曲家としても活動している。

## ディスコグラフィー

### アルバム
- Pale Machine（2013年、Maltine Records）

### ゲームミュージック
- POINPY（2022年）
- Winnose（2014年）
- Lovely Planet（2014年）
- Lovely Planet Arcade（2016年）
- Pakka Pets（2016年）
- いっしょにチョキッと スニッパーズ（2017年）
- YIIK: ポストモダンRPG（2019年）※他の作曲家と共同
- Pikuniku（2019年）
- Lovely Planet 2: April Skies（2019年）
- OMORI（2020年）※他の作曲家と共同
- Voyage（2021年）

## 楽曲提供
- Dancing*（2014年、Yun*chi、プロデュース・作曲・編曲）